# Agnes von Glogau
Agnes von Glogau (* zwischen 1293 und 1296; † 25. Dezember 1361 in Seligenthal) war durch Geburt Herzogin von Glogau und durch ihre Ehe Herzogin von Niederbayern und Gräfin von Hals.

## Leben
Ihre Eltern waren Herzog Heinrich III. von Glogau und Sagan († 1309/10) und Mechthild, Tochter des Herzogs Albrecht von Braunschweig-Lüneburg.
Am 18. Mai 1309 heiratete Agnes den etwa dreißig Jahre älteren Herzog Otto III. von Niederbayern, der als Béla V. von 1305 bis 1307/08 König von Ungarn war. Er war in erster Ehe mit Katharina von Habsburg verheiratet, die 1282 verstorben war.
Der Ehe von Agnes mit Herzog Otto III. entstammten zwei Kinder:
- Agnes (1310–1360), verheiratet mit Heinrich IV., Graf von Ortenburg
- Heinrich XV., der Natternberger

Nach dem Tod Herzogs Otto heiratete Agnes in zweiter Ehe 1319 Alram Graf von Hals, mit dem sie eine Tochter hatte. Nach dessen Tod 1331 lebte sie als Witwe im Kloster Seligenthal bei Landshut. Dort starb sie 1361; ihr Leichnam wurde an der Seite ihres ersten Gatten Herzog Otto III. in der Klosterkirche Seligenthal beigesetzt.